# 8664 Grigorijrichters
A 8664 Grigorijrichters (ideiglenes jelöléssel (8664) 1991 GR1) a Naprendszer kisbolygóövében található aszteroida. Eleanor F. Helin fedezte fel 1991. április 10-én.